# Bothus leopardinus
Bothus leopardinus е вид лъчеперка от семейство Bothidae. Видът не е застрашен от изчезване.

## Разпространение и местообитание
Разпространен е в Гватемала, Еквадор, Колумбия, Коста Рика, Мексико, Никарагуа, Панама, Перу, Салвадор, Хондурас и Чили.
Среща се на дълбочина от 3 до 121 m, при температура на водата около 23,2 °C и соленост 34,4 ‰.

## Описание
На дължина достигат до 23,5 cm.